# Sean O'Pry
Sean Richard O'Pry, noto anche con lo pseudonimo di Sean-O (Kennesaw, 5 luglio 1989), è un supermodello statunitense.

## Biografia
Sean è nato a Kennesaw il 5 luglio 1989. È di origine irlandese e nativo americano. Suo padre è irlandese e sua madre ha origini native americane. Ha un fratello maggiore e una sorella minore. Ha frequentato la North Cobb High School. Ha giocato a basket, baseball e football al liceo.

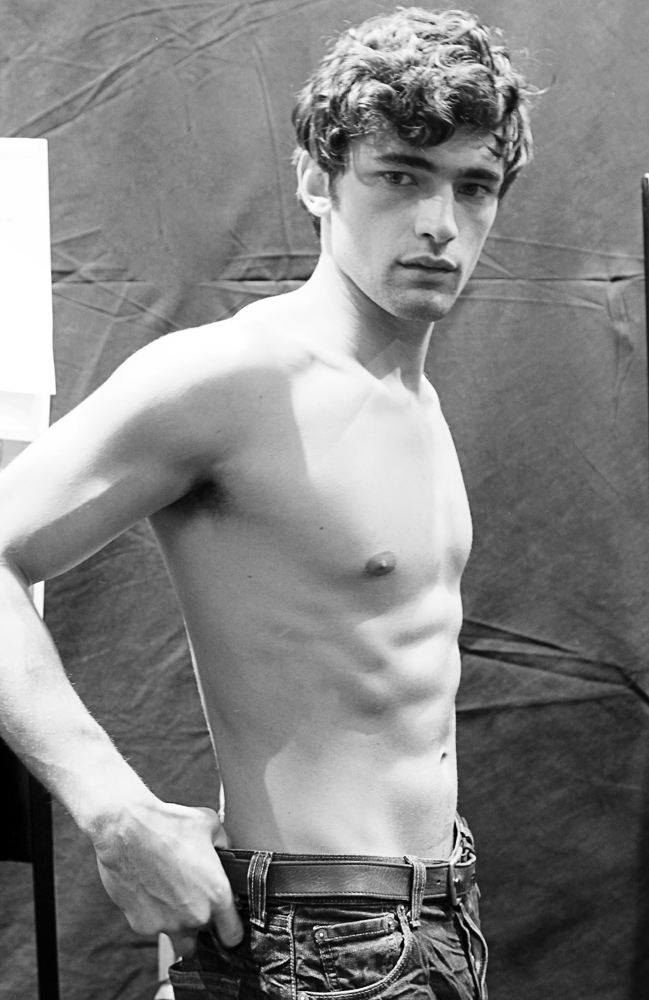
Sean Opry

Viene scoperto nel 2006 all'età di 17 anni, grazie alle foto sul proprio sito MySpace da Nolé Marin, direttore dell'edizione statunitense della rivista Elle., grazie al quale riesce ad entrare nella scuderia dell'agenzia di moda VNY Model Management.
Nel corso dei due anni successivi O'Pry compare in numerose campagne pubblicitarie, comprese quelle per Calvin Klein, Giorgio Armani, Dolce & Gabbana, Gianfranco Ferré, H&M, Marc Jacobs, Belstaff, Lacoste, Dsquared², American Eagle, Bottega Veneta, Fendi, Diesel, D2 e compare sulle riviste GQ, Dazed, L'Officiel, V, Details, Arena e Numéro Homme. O'Pry ha aperto le sfilate per Versace, Yves Saint Laurent, Givenchy e Salvatore Ferragamo, ed ha chiuso quelle di Moschino, Trussardi e Zegna.
Nel 2007 la rivista GQ l'ha nominato Man of the Season (Uomo della stagione). Nel 2008 è stato nominato l'ottavo modello di maggior successo nei 12 mesi precedenti, dalla rivista Forbes. Nel gennaio 2009 il sito models.com ha posizionato Sean O'Pry al secondo posto dei modelli di maggior successo nel mondo, dietro soltanto a Mathias Lauridsen L'anno successivo, tuttavia, Forbes l'ha nominato primo fra i modelli uomini di maggior successo.
Nel 2012 partecipa al videoclip di Girl Gone Wild di Madonna e nel 2014 appare del video musicale del singolo Blank Space di Taylor Swift.
Nel 2015 diviene testimonial di Paco Rabanne per la campagna pubblicitaria dei profumi 1 Million e 1 Million Cologne.

## Agenzie
- VNY Models[6]